# Shengtai
Shengtai (chinesisch 聖胎 / 圣胎, Pinyin shèngtāi) bedeutet wörtlich Heiliger Embryo und bezeichnet im chinesischen Daoismus das eigentliche Ziel der inneren Alchemie (Neidan), die Heranbildung eines reinen Körpers innerhalb des physischen Körpers durch fortgesetzte  Meditations- und Sublimationstechniken. Dabei wird der Körper des Adepten mit dem Kessel der äußeren Alchemisten (Waidan) verglichen. In ihm werden die drei Weltsubstanzen oder Lebenskräfte Jing (精,  jīng – „Essenz, Körper“), Qi (氣 / 气,  jīng – „Lebensenergie, Seele“) und Shen (神,  shén – „Geist“), welche den chemischen Substanzen des Waidan entsprechen, fortwährend erzeugt, aufgefangen, umgewälzt und zurückgeführt, bis sich der Geist (Shen) zum Heiligen Embryo verdichtet hat. Dieser Embryo muss sodann ständig genährt und gefördert werden. Schließlich dehnt er sich aus und bildet eine Einheit mit dem Körper des Übenden. 
Die umfangreich beschriebenen Meditationsübungen gleichen in vielen Teilen denen der indischen Alchemie.
Der so entstandene neue Mensch oder Heilige Embryo wird von den Daoisten auch als „Goldene Blüte“ bezeichnet, als Getreidekorn, Perle und schließlich als Perlenkind. Der Heilige Embryo gilt als die „unsterbliche Seele“, die auch den physischen Tod des Adepten übersteht und als reiner Körper die sterbliche Hülle verlassen wird. Der Übende ist dann zum Hsien (仙,  xiān,  hsien), zum  Unsterblichen geworden.
Eine sekundäre Entsprechung stellt der Goldmensch (Chrysanthropos) des Zosimus von Alexandria dar und die anderen „Menschlein“ (Homunculus) in den Retorten der abendländischen Alchemisten. Die Erscheinung des Homunculus wurde hier häufig nicht als Ziel, sondern nur als Nebenprodukt (Parergon) der Laborarbeiten verstanden. Denn jene, die nicht das „philosophische“, sondern nur das vulgäre Gold suchten, waren wie die chinesischen Anhänger des Waidan, nicht primär auf Erleuchtung und geistig-persönliche Vollendung aus, sondern auf Herstellung einer konkreten, Gewinn und Vorteil verschaffenden Medizin (Elixier), Wandlungssubstanz (Stein der Weisen) oder Droge der Unsterblichkeit (Changsheng Busiyao, 長生不死藥 / 长生不死药,  chángshēng bùsǐyào – „Lebenselixier“).